# Tristan Kuijsten
Tristan Kuijsten (* 16. Januar 2005 in Almere) ist ein niederländischer Fußballtorwart. Er spielt derzeit bei AZ Alkmaar und ist ein niederländischer Nachwuchsnationaltorhüter.

## Karriere

### Verein
Tristan Kuijsten wechselte 2016 in die Jugendabteilung von AZ Alkmaar. Am 11. Dezember 2023 gab er beim torlosen Unentschieden im Zweitligaspiel gegen den FC Den Bosch sein Debüt für die Zweitvertretung von AZ.

### Nationalmannschaft
Tristan Kuijsten war Nachwuchsnationalspieler der Niederlande in den Altersklassen U15 und U17. Mit letzterer nahm er an der U17-Europameisterschaft 2022 in Israel teil. Dort erreichte die Niederlande das Endspiel, welches gegen Frankreich verloren wurde. Dabei kam Kuijsten in allen Spielen zum Einsatz.